# 심상철 (화학자)
심상철(沈相哲, 1937년 1월 30일~2002년 4월 11일)은 대한민국의 화학자이다. 제8대 한국과학기술원 원장(총장)을 지냈다.

## 학력
- 1956년 전주고등학교 수석 졸업[1]
- 1962년 서울대학교 화학과 졸업 (서울대학교 전체 수석)[2]
- 1967년 미국 캘리포니아 공과대학교 대학원 유기화학 석사 · 박사[3]

## 경력
- 1967년 ~ 1969년 미국 아이오와 주립 대학교 화학과 연구원
- 1969년 ~ 1971년 미국 브루클린 공과대학 화학과 조교수
- 1971년 ~ 1977년 한국과학기술원(KAIST) 화학과 부교수
- 1977년 ~ 1997년 한국과학기술원(KAIST) 화학과 교수
- 1977년 ~ 1978년 한국과학기술원(KAIST) 화학과 주임교수
- 1979년 ~ 1980년 한국과학기술원(KAIST) 학생처 처장
- 1984년 ~ 1990년 한국과학기술원(KAIST) 화학부 부장
- 1984년 ~ 1985년 한국과학기술원(KAIST) 화학과 주임교수
- 1990년 ~ 1991년 한국과학기술원(KAIST) 대학원 원장
- 1990년 4월 ~ 1990년 6월 한국과학기술대학(KAIST) 학장 직무 대행
- 1992년 ~ 1993년 한국과학기술연구원(KIST) 연구기획관리단장
- 1994년 ~ 1995년 제8대 한국과학기술원(KAIST) 원장(총장)[4]
- 1994년 한국엔지니어클럽 과학분과 회원
- 1995년 세계화추진위원회 위원
- 1996년 제30대 대한화학회 회장
- 1997년 한국과학기술원(KAIST) 자연과학부 화학과 석좌교수

## 생애 및 업적
한국 유기광화학 분야를 개척하고 우수한 후진을 양성함으로써 KAIST와 한국 화학계의 국제적 위상을 높이는 데 기여한 연구자.
1937년 전라남도 곡성군에 위치한 시골마을에서 한 집안의 장남으로 태어났다. 1956년 전주고등학교를 수석으로 졸업하며 전교특별상까지 수상했으며, 1962년 서울대학교를 졸업한 뒤 미국유학을 떠나 1967년 캘리포니아 공과대학교(Caltech)에서 이학박사 학위를 받았다. 졸업 후 1969년부터 미국 뉴욕의 브루클린공과대학 (Polytechnic Institute of Brooklyn)에서 교수로 재직하던 중, 한국과학기술연구원(KIST)이 설립되고 해외 우수 과학기술인력의 귀국을 적극적으로 종용하는 정책이 시행되어, 이에 1971년 한국과학원(현재의 한국과학기술원) 화학과 교수로 부임했다.
한국과학기술원에서 30년 가까이 교편을 잡으면서 한국 화학계의 국제적 수준을 크게 향상시켰다. 특히, 유기광화학 분야의 연구를 주도하여 독자적으로 수행해, 세계적으로 인정받는 연구성과를 다수 발표했다. 1971년 부임한 이래 정년을 맞은 1997년까지 심상철 교수가 한국과학기술원에서 배출한 석사는 69명, 박사는 36명에 이르렀다. 1백여 명의 제자들은 세계 수준의 연구에 참여한 경험을 바탕으로 국내외 학교, 연구소, 산업체 등에서 활발히 연구 활동을 하여 한국 화학계의 저변을 넓혔다.
박사학위 취득 후 31년 동안 꾸준한 연구를 통해, 미국 화학회지(Journal of American Chemical Society), 미국유기화학회지(Journal of Organic Chemistry), Tetrahedron Letters, Photochemistry and Photobiology, Organometallics, Macromolecules를 비롯한 유수의 국제저명학술지에 330여 편의 논문을 게재했다. 또한 영국 왕립화학회에서 발행하는 세계적 권위의 학술지 Chemical Communication에 1996년 한국 과학자로서는 처음으로 기획 논문(invited featured article)을 요청받아 “Photochemistry of Conjugated Poliynes”를 게재하기도 했다. 2000년대에는 소랄렌계 화합물이 자외선과 반응하여 광독성을 나타내는 현상에 대해 일련의 연구를 수행했는데, 이 연구는 국립보건원 (미국)(NIH) 산하 국립암연구소(NCI)로부터 독창성을 인정받아 7년 동안 연구비를 지원받기도 했다.
업적을 인정받아 국민훈장모란장(1981), 한국과학상(1990), 세종문화상(1991), 대한민국학술원상(1999) 등을 수상했으며, 한국과학기술한림원의 종신회원으로 활동했다. 또한 개인적인 연구 뿐 아니라 한국 화학계 전체의 발전을 위한 활동도 활발히 벌여 나갔다. 한국과학기술원에 재직 중이었던 1976년부터 <월례 유기화학 세미나>를 조직하고 운영했는데, 이것은 대한화학회 분과회 활동의 효시가 되었다. 또한 <한일 유기화학 심포지엄>을 조직하여 화학계의 국제교류 활성화에도 기여했다. 이와 같은 기여를 바탕으로 1996년에는 제30대 대한화학회 회장으로 선출되었다. 한국과학기술원에서도 대학원장과 원장(1994~1995) 등의 보직을 맡았었다.
유기광화학이라는 분야를 한국에서 새롭게 개척하고 역량있는 연구자집단을 형성하여 뿌리내리게 함으로써, 짧은 기간에 한국 화학계의 저변을 넓히고 연구수준을 국제적 수준으로 끌어올렸다.

## 상훈
- 1962년 서울대학교 전체 수석 졸업 대통령상
- 1977년 대한화학회 학술진보상
- 1981년 국민훈장 모란장 (국민훈장 2등급)
- 1988년 3·1문화상 학술상
- 1991년 올해의 화학자상 과학기술부문
- 1991년 제10회 세종문화상 과학기술부문
- 1999년 제44회 학술원상 자연과학부문

## 참고자료
- 대한민국 과학기술유공자 홈페이지
- 한국 화학의 국제적 위상을 높인 '심상철'
- 《조선일보 인물데이터》
- 《한국민족문화대백과》

## 평가
- 1967년 미국 캘리포니아 공과대학교에서 이학박사 학위를 받은 심상철 카이스트 전 원장은 1971년 KAIST(카이스트)가 설립되면서 유치 과학자로 초빙돼 30여년간 후진 양성에 힘써 왔으며 재직 중 교무처장 · 부원장(부총장) · 8대 원장(총장)을 역임하면서 KAIST 발전의 견인차 역할을 했다.[6]

## 같이 보기
- 정근모
- 심화진
- 심우엽
- 심호섭
- 심봉근
- 심상무
- 심윤종
- 심종섭
- 심태식

## 각인
1. ↑  중앙일보
2. ↑  중앙일보
3. ↑  중앙일보
4. ↑  연합뉴스
5. ↑  유기화합물과 빛이라는 여러 요소가 복합적으로 상호작용하는 과정. 생물독성 시험, 신약 개발, 촉매 개발 등 다양한 응용 가치가 있으며, 돌연변이와 암 연구 등 기초연구로의 활용 가능성도 무궁무진하다.
6. ↑  연합뉴스